# Port lotniczy Saint-Étienne – Bouthéon
Port lotniczy Saint-Étienne – Bouthéon (IATA: EBU, ICAO: LFMH) – port lotniczy położony 12 km na północny zachód od Saint-Étienne, w regionie Rodan-Alpy, we Francji.

## Linie lotnicze i połączenia
W lutym 2017 r. port lotniczy podjął decyzję o anulowaniu wszystkich dotacji dla tanich przewoźników obsługujących lotnisko, co prawdopodobnie doprowadziło do anulowania lotów przez Ryanair i Pegasus Airlines do Saint-Étienne od 2018 r. Od kwietnia 2018 r. na stronie internetowej portu lotniczego nie ma już żadnych informacji o lotach, ale istnieje jedynie kilka czarterów wakacyjnych, głównie do krajów śródziemnomorskich.